# Stemonoporus acuminatus
Espèce
Classification phylogénétique
Statut de conservation UICN

 EN A1c : En danger
 Stemonoporus acuminatus  est un arbre sempervirent endémique du Sri Lanka.

## Répartition
Endémique aux forêts persistantes d'altitude (au-dessus de 600 m ) du Sri Lanka.

## Préservation
Menacé par la déforestation et l'exploitation forestière.